# دئییانولا
دئییانولا (به لاتین: Deiyannewela) یک منطقهٔ مسکونی در سری‌لانکا است که در استان مرکزی (سری‌لانکا) واقع شده‌است.